# Boulevard Park (Washington)
Boulevard Park az Amerikai Egyesült Államok északnyugati részén, Washington állam King megyéjében elhelyezkedő statisztikai település, 2010 előtt Riverton–Boulevard Park része. A 2010. évi népszámlálási adatok alapján 5287 lakosa van.